# Gunnar Bentz
Joseph "Gunnar" Bentz (Atlanta (Estados Unidos), 3 de enero de 1996) es un nadador olímpico especialista en estilo libre y mariposa. Fue olímpico en los Juegos Olímpicos de Río de Janeiro 2016 donde consiguió la medalla de oro en la prueba de 4x200 metros libres tras nadar las series eliminatorias.
También participó en los Juegos Olímpicos de Tokio 2020 en la prueba de 200 metros mariposa.

## Incidente durante los Juegos Olímpicos de Río 2016
Fue uno de los 4 nadadores que se vio involucrado en un incidente en una gasolinera de Río de Janeiro, junto a Ryan Lochte, Jack Conger y Jimmy Feigen.
Durante la madrugada del 14 de agosto de 2016, los 4 nadadores causaron destrozos en una gasolinera de Rio cercana a la Villa Olímpica cuando volvían de una discoteca borrachos. Para ocultar este hecho declararon que fueron asaltados a punta de pistola y que les robaron la cartera y el dinero.
La policía investigó los hechos y se determinó que los nadadores, causaron destrozos en la gasolinera y los miembros de seguridad intentaron retenerlos hasta que llegase la policía, los nadadores se negaron y uno de los empleados de seguridad apuntó con su pistola. Finalmente los nadadores pagaron 20 dólares y 100 reales (unos 33 dólares) por los destrozos, subieron al taxi y regresaron a la Villa Olímpica, según relató el jefe de la policía.
En los videos de la llegada de los nadadores a la Villa Olímpica se ve como al pasar el control de seguridad, llevan sus relojes, carteras y teléfonos móviles.
Cuando se encontraba en el avión junto a Jack Conger, la policía les ordenó bajar del avión para ser detenidos hasta que concluyese la investigación.
Tras regresar a Estados Unidos, Gunnar hizo una declaración en la que explicaba la versión de los hechos y se disculpaba públicamente.
En ella describe que tras volver de una fiesta en taxi hacia la Villa Olímpica, sobre las 6 de la mañana, se detuvieron en la gasolinera para ir al baño. Tras no encontrarlo, usaron unos arbustos cercanos. En ese momento Ryan Lochte rompió una señal. Tras eso, volvieron al taxi, pero los guardias de seguridad les obligaron a bajar del coche y que se sentaran en la acera. Los nadadores Conger y Feigen no hicieron caso y se alejaron del vehículo, provocando que el guardia de seguridad desenfundase su arma. 
Mientras Ryan Lochte discutía con uno de ellos, un cliente de la gasolinera hizo de traductor y les dijo que debían pagar unos 50 dólares por los desperfectos y podrían irse.
Tras este incidente Jack Conger, Jimmy Feigen y Gunnar Bentz fueron suspendidos durante 4 meses, Locthe fue suspendido durante 10 meses.
Gunnar también fue obligado a cumplir 10 horas de trabajos en beneficio de la comunidad por haberse saltado el toque de queda para atletas menores de 21 años impuesto por el Comité Olímpico y Paralímpico Estadounidense.

## Palmarés internacional
| Juegos Olímpicos | Juegos Olímpicos         | Juegos Olímpicos | Juegos Olímpicos |
| Año              | Lugar                    | Medalla          | Prueba           |
| ---------------- | ------------------------ | ---------------- | ---------------- |
| 2016             | Río de Janeiro ( Brasil) | Medalla de oro   | 4x200 m libre    |